# Emilios Mamercinos
Los Emilios Mamercinos  fueron una rama familiar patricia de la gens Emilia cuyos miembros alcanzaron las más altas magistraturas del Estado romano en los siglos V y IV a. C.

## Historia
Los Mamercinos son la más antigua familia registrada de la gens Emilia y se decían descendientes de Mamerco, hijo de Numa Pompilio. La familia había desaparecido en tiempos de las guerras samnitas.

## Praenominaycognomen
Los Emilios Mamercinos conocidos usaron los praenomina Cayo, Lucio, Mamerco, Manio y Tiberio, aunque por la filiación de Mamerco Emilio Mamercino también debieron usar Marco. El cognomen de esta familia, Mamercino, es una derivación de Mamerco, un praenomen de origen osco relacionado con el dios Marte.